# Chin’s Calypso Sextet
Chin’s Calypso Sextet – jamajska grupa muzyczna wykonująca klasyczną odmianę mento, działająca w Kingston od roku 1952, formalnie zaś założona przez producenta Ivana China w roku 1955; najpopularniejszy zespół "złotej ery mento".

## Historia
Korzenie formacji sięgają początku lat 50., kiedy to wokalista i gitarzysta Alerth Bedasse wraz z autorem tekstów Everardem Williamsem dawali uliczne występy na rogu Oxford Street i Spanish Town Road (nieopodal skweru Victoria Park, obecnie przemianowanego na St. William Grant Park). Jedna z ich kompozycji, "Night Food", na tyle podobała się publice, iż postanowili zarejestrować ją na winylu. W roku 1952 udało im się zebrać do składu jeszcze czwórkę instrumentalistów, z którymi odbyli kilka wspólnych prób. Jednak gdy sprawa stanęła na znalezieniu producenta, który zechciałby sfinansować i wydać nagranie, wszyscy odmawiali ze względu na niedwuznaczne podteksty erotyczne w napisanym przez Williamsa tekście piosenki (choć w porównaniu ze "slacknessowymi" tekstami w dzisiejszym dancehallu słowa "I wonder what them call this night food / I wonder if it is so good / I want a lady tell me why / This night food is so very high" brzmią stosunkowo niewinnie, pamiętać należy, że w latach 50. panowały zupełnie inne normy obyczajowe).
Z pomocą muzykom przyszedł nieoczekiwanie drobny przedsiębiorca nazwiskiem Stanford, właściciel niewielkiego sklepiku z częściami elektrycznymi przy Beeston Street. Za udział w części zysku ze sprzedaży wsparł on ich sumą 18 funtów, za które zorganizowali oni sesję nagraniową w Motta’s Recording Studio. Jako że prowadzący studio Stanley Motta nie posiadał maszyny tłoczącej, acetatową matrycę z nagraniem muzycy przekazali w ręce Kena Khouriego, który z kolei wysłał ją do brytyjskiej wytwórni Decca Records - z Anglii wrócił już gotowy nakład płyt winylowych sygnowanych labelem Khouriego, Kalypso Records. Singel (na stronie B znalazł się utwór "Walk And Talk") szybko stał się hitem i najlepiej sprzedającym się krążkiem w mieście, zaś zarobione na jego sprzedaży pieniądze umożliwiły wkrótce Khouriemu otwarcie swojego własnego, legendarnego dziś Federal Studio.
W podobny sposób grupa wydała wówczas jeszcze kilka kolejnych singli, nagrywając pod trzema różnymi nazwami: Calypso Quintet, Bedasse & Band oraz Bedasse With the Jamaican Calypsonians. Jednak po kilku miesiącach Stanford niespodziewanie zwinął swój interes i wyprowadził się z miasta; sytuację tę natychmiast wykorzystał inny znany producent, Ivan Chin. Choć jeszcze niedawno był on wśród osób które odmówiły wydania singla "Night Food", teraz zdecydował się podpisać z muzykami kontrakt na wyłączność (umowa opiewała na co najmniej dwa nowe utwory miesięcznie za ustaloną kwotę). Zawodowo Chin zajmował się sprzedażą i serwisem odbiorników radiowych - próby oraz sesje nagraniowe odbywały się nocami na zapleczu jego sklepu "Chin’s Radio Service" przy 48 Church Street. Pomieszczenie to trudno było nazwać studiem; betonowa podłoga i gipsowy sufit nie zapewniały odpowiedniej akustyki, zaś całe wyposażenie stanowiła prosta konsola nagraniowa wraz z dwoma mikrofonami typu "ribbon". Mimo takich a nie innych warunków, w latach 1955-57 Chin zarejestrował i wydał około 50 singli formacji, znanej odtąd jako Chin’s Calypso Sextet (aczkolwiek kilka pierwszych singli sygnowanych jest Local Calypso Quintet).
Ostatnie nagrania pochodzą z czerwca 1957 roku. Zespół zakończył działalność wobec dającego się odczuć zmierzchu popularności gatunku - wielkimi krokami nadchodziła już na Jamajce era muzyki ska. Ivan Chin ponownie skupił się na prowadzeniu biznesu, zaś w roku 1974 wyemigrował do Kanady, gdzie otworzył wkrótce "Chin’s Television Service"; obecnie jest na emeryturze, mieszka w Toronto. Nie żyje już natomiast żaden z tworzących sekstet muzyków. Williams dorabiał jeszcze przez jakiś czas komponując dżingle reklamowe dla lokalnych producentów rumu i piwa; zmarł w drugiej połowie lat 90. w Montego Bay. Z kolei Bedasse pracował przez ponad 30 lat jako księgowy w jednym z jamajskich związków zawodowych. Zmarł 5 marca 2007 roku na skutek udaru mózgu w wieku 79 lat; pozostawił trzynaścioro dzieci.

## Dyskografia
Jak wspomniano wcześniej, muzycy nagrali dla China blisko 50 singli na winylach 7" (45 RPM) i 10" (78 RPM), co daje łącznie niemal 100 różnych utworów. Wzorem Kena Khouriego, Chin wysyłał acetatowe matryce do Wielkiej Brytanii, gdzie płyty tłoczyła dla niego wytwórnia Decca Records. Ich nakład był z reguły niewielki, wobec czego oryginały są dziś praktycznie nie do nabycia. W roku 2004 Chin zwrócił się do kierownictwa Decca z zapytaniem o los wysyłanych przez niego niemal 50 lat wcześniej nagrań; w odpowiedzi otrzymał 64 cyfrowo zremasterowane utwory, które wkrótce wydał w postaci serii czterech samodzielnie wyprodukowanych płyt CD. Niespodziewanie, w sierpniu 2005 roku ogłosił, iż odzyskał z różnych źródeł kolejne 16 kompozycji, wydając je we wrześniu na krążku nr 5. Natomiast w czerwcu 2007 roku zamknął kolekcję płytą nr 6, na której znalazła się mieszanka najróżniejszych singli formacji (część z nich to utwory zarejestrowane jeszcze pod patronatem Stanforda - udostępnił je Chinowi syn Kena Khouriego, Paul). Dodatek do całości stanowi wydany w styczniu 2008 roku krążek nr 7, zawierający wyłącznie instrumentalne wersje niektórych piosenek.
- Chin's Calypso Sextet CD 1 (wrzesień 2004)
- Chin's Calypso Sextet CD 2 (lipiec 2004)
- Chin's Calypso Sextet CD 3 (październik 2004)
- Chin's Calypso Sextet CD 4 (listopad 2004)
- Chin's Calypso Sextet CD 5 (wrzesień 2005)
- Chin's Calypso Sextet CD 6 (czerwiec 2007)
- Chin's Calypso Sextet CD 7 (styczeń 2008)

Wszystkie te kompilacje były wznawiane kilkukrotnie.

## Skład zespołu
- Alerth Bedasse - wokal, gitara akustyczna
- Aaron Carr - gitara akustyczna
- Cheston Williams - banjo
- Everard Williams - autor tekstów, marakasy, klawesy
- Wilbert Stephenson - bambusowy saksofon, bambusowy flet
- Vivian Lord - marimbula